# Dennis Liddiard
Dennis Liddiard é um maquiador americano. Como reconhecimento, foi nomeado ao Oscar 2015 na categoria de Melhor Maquiagem e Penteados por Foxcatcher.